# Ernz Blanche
Ernz Blanche är ett vattendrag i Luxemburg. Det ligger i den centrala delen av landet, 30 kilometer norr om huvudstaden Luxemburg.
I omgivningarna runt Ernz Blanche växer i huvudsak blandskog. Runt Ernz Blanche är det ganska tätbefolkat, med 60 invånare per kvadratkilometer.